# Heterotactis quincuncialis
Heterotactis quincuncialis är en fjärilsart som beskrevs av Edward Meyrick 1928. Heterotactis quincuncialis ingår i släktet Heterotactis och familjen fransmalar. Inga underarter finns listade i Catalogue of Life.